# Mezcla

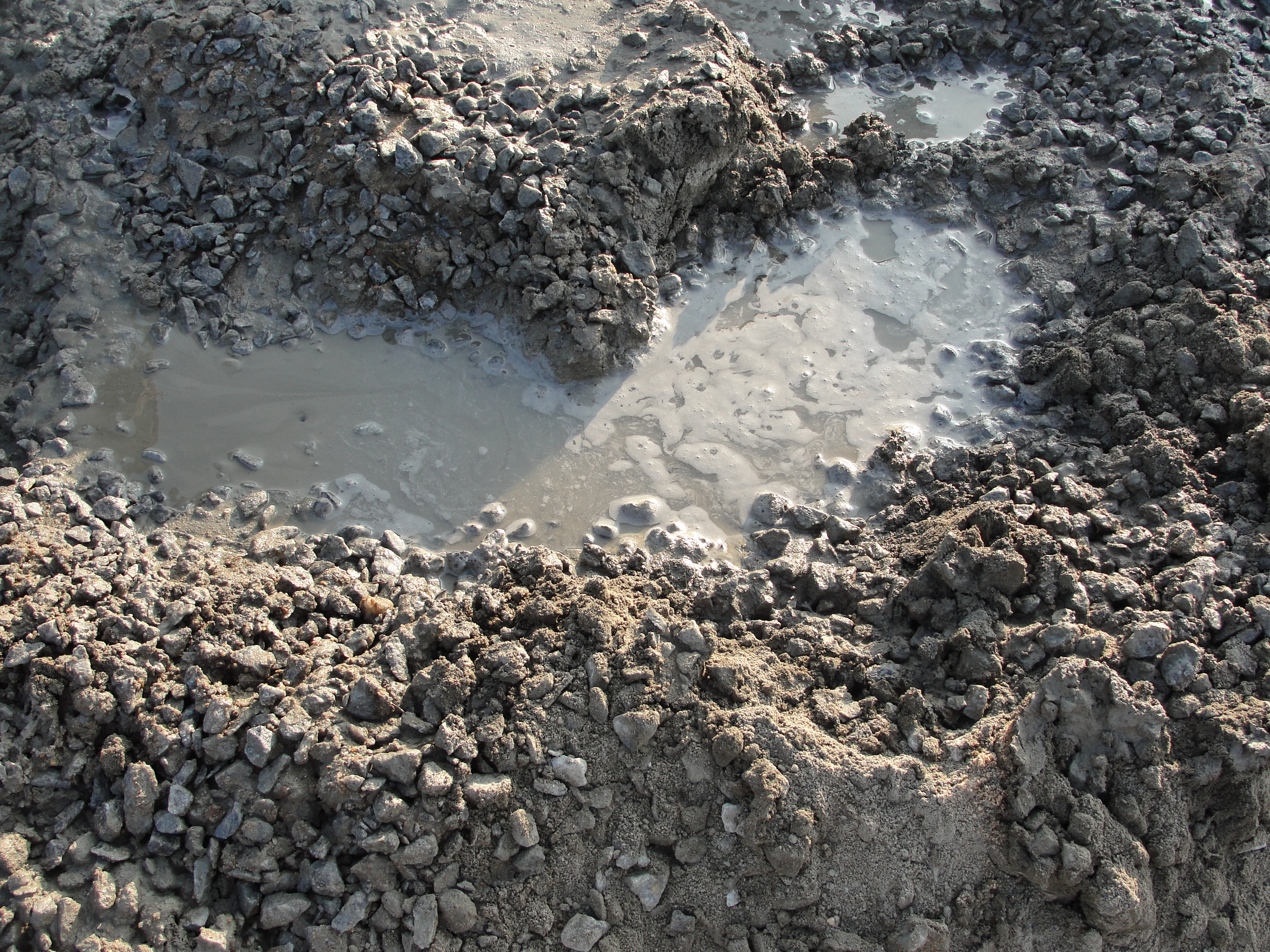
El hormigón o concreto es una mezcla de cemento, agua y arena en las proporciones adecuadas.

Una mezcla es una combinación de dos o más componentes unidos, pero no combinados químicamente. En una mezcla no ocurre una reacción química y cada uno de sus componentes mantiene su identidad y propiedades químicas. No obstante, algunas mezclas pueden ser reactivas, es decir, que sus componentes pueden reaccionar entre sí en determinadas condiciones ambientales, como una mezcla aire-combustible en un motor de combustión interna. 
Es la combinación física de dos o más sustancias que retienen sus identidades y que se mezclan logrando formar según sea el caso: aleaciones, soluciones, suspensiones y coloides.
Son el resultado del mezclado mecánico de sustancias químicas tales como elementos y compuestos, sin que existan enlaces químicos u otros cambios químicos, de forma tal que cada sustancia ingrediente mantiene sus propias propiedades químicas. A pesar de que no se producen cambios químicos de sus componentes, las propiedades físicas de una mezcla, tal como por ejemplo su punto de fusión, pueden ser distintas de las propiedades de sus componentes. Algunas mezclas se pueden separar en sus componentes mediante procesos físicos (mecánicos o térmicos), como destilación, disolución, separación magnética, flotación, tamizado, filtración, decantación o centrifugación. Los azeótropos son un tipo de mezcla de líquidos que por lo general requiere de complicados procesos de separación para obtener sus componentes.
Si después de mezclar algunas sustancias, estas reaccionan químicamente, entonces no se pueden recuperar por medios físicos, pues se han formado compuestos nuevos.
Las mezclas se clasifican en:
- Homogéneas.
- Heterogéneas.

Los componentes de una mezcla pueden ser:
- Sólidos
- Líquidos
- Gaseosos

## Mezclas homogéneas
Las mezclas homogéneas son mezclas cuyos componentes se encuentran distribuidos de manera uniforme, razón por la cual no se distingue a simple vista. 
Se conocen con el nombre de disoluciones o soluciones y están constituidas por uno o varios solutos y un disolvente. Por ejemplo, el agua mezclada con sales minerales o con azúcar o etanol.
Una mezcla homogénea se caracteriza por la dispersión uniforme de las sustancias que la componen; las sustancias existen en la misma proporción en todas las partes de la mezcla. Dicho de otro modo, una mezcla homogénea será la misma independientemente del lugar de la mezcla del que se tome la muestra. Por ejemplo, si una solución sólido-líquido se divide en dos mitades de igual volumen, las mitades contendrán cantidades iguales tanto del medio líquido como del sólido disuelto (disolvente y soluto).

## Mezclas heterogéneas

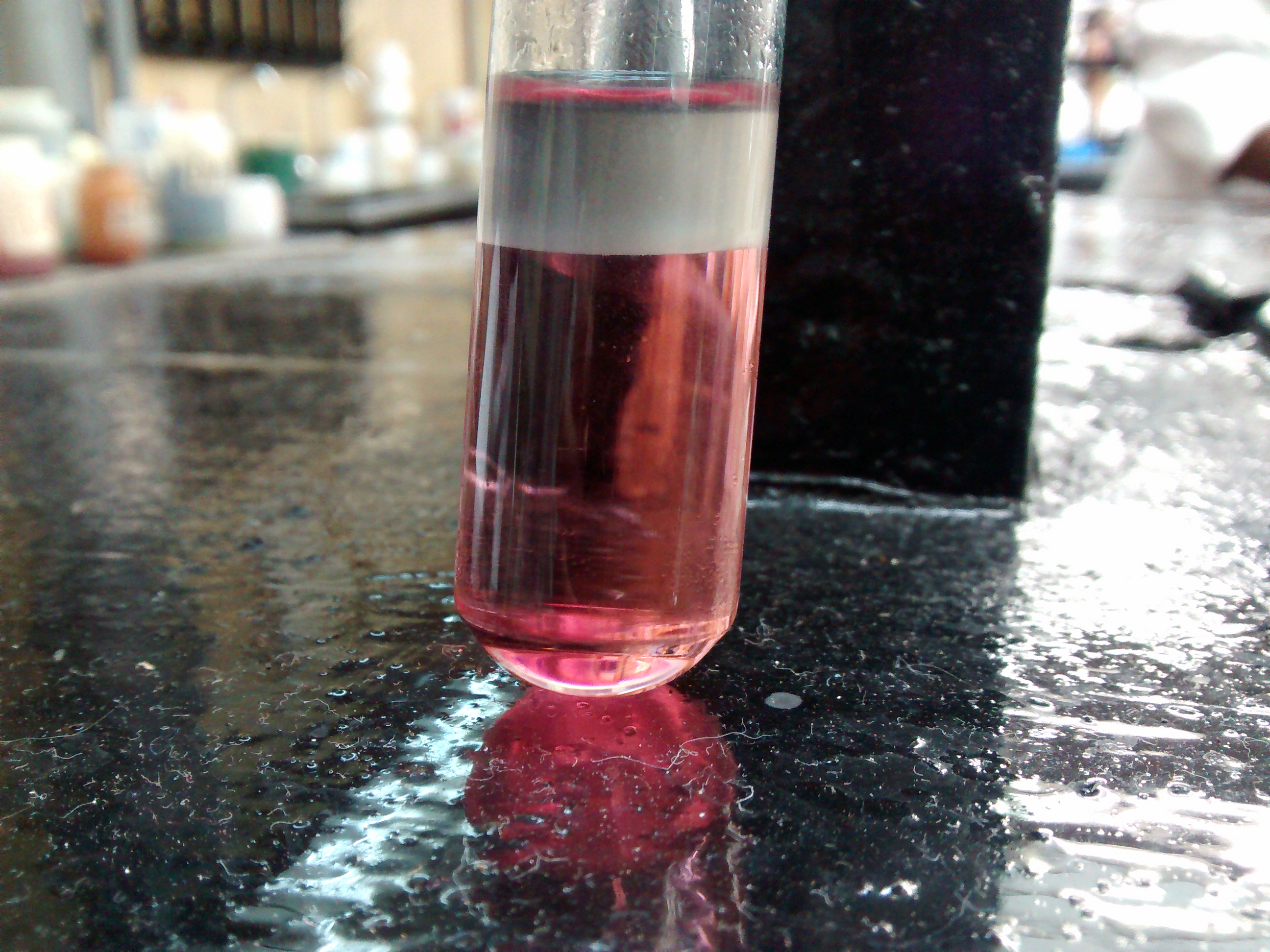
Mezcla heterogénea donde se distinguen dos fases.

Mezcla heterogénea Son mezclas cuyos componentes se pueden distinguir a simple vista o 
con un microscopio lupa.
Está formada por dos o más sustancias físicamente distintas, distribuidas en forma desigual. Las partes de una mezcla heterogénea pueden separarse fácilmente. Pueden ser gruesas o suspensiones de acuerdo al tamaño de la sustancia.
- Mezclas gruesas: el tamaño de las partículas es apreciable, por ejemplo: las ensaladas, concreto (cemento), etc.
- Suspensiones: las partículas se depositan con el tiempo, por lo general tiene la leyenda "agítese bien antes de utilizar", por ejemplo: medicamentos, aceite con agua, agua con talco, etc.

### Dispersión coloidal

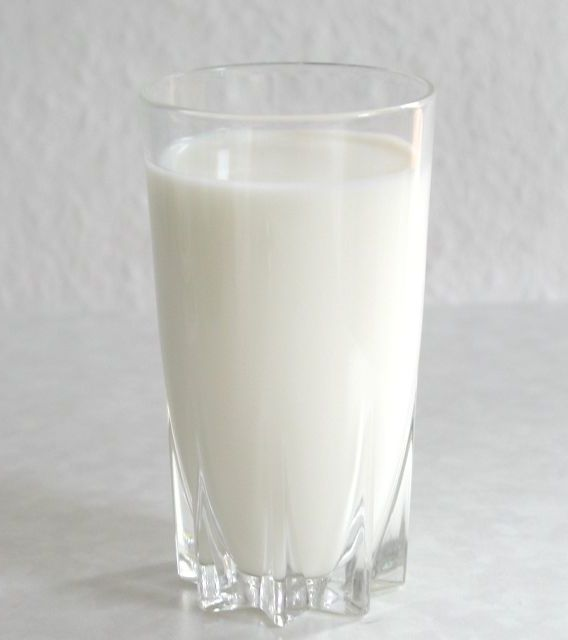
La leche es un coloide

En fisicoquímica un coloide, sistema coloidal, suspensión coloidal o dispersión coloidal es un sistema conformado por dos o más fases, normalmente una fluida (líquido o gas) y otra dispersa en forma de partículas generalmente sólidas muy finas, de diámetro comprendido entre 10-9 y 10-5 m.

### Suspensión química
Suspensión se denomina a las mezclas que tienen partículas finas suspendidas en un líquido durante un tiempo y luego se sedimentan. En la fase inicial se puede ver que el recipiente contiene elementos distintos. Se pueden separar por medios físicos. Algunos ejemplos de suspensiones son el engrudo (agua con harina) y la mezcla de agua con aceite.

## Ejemplos de mezclas
Tal como se indicó previamente las mezclas pueden ser homogéneas o heterogéneas. Una mezcla homogénea es un tipo de mezcla en la cual no se distinguen sus componentes y en la que la composición es uniforme y cada parte de la solución posee las mismas propiedades. Una mezcla heterogénea es un tipo de mezcla en la cual es posible observar los componentes, como el agua y el aceite o las lámparas de lava. El aire es un ejemplo de una mezcla homogénea de las sustancias gaseosas: nitrógeno, oxígeno y cantidades menores de otras sustancias (si es que no contiene polvo en suspensión, por ejemplo aire filtrado). La sal, el azúcar, y numerosas sustancias se disuelven en agua formando mezclas homogéneas.
La tabla a continuación muestra las principales propiedades de las tres familias de mezclas.
|                              | Solución      | Coloide                                                   | Dispersión gruesa                     |
| ---------------------------- | ------------- | --------------------------------------------------------- | ------------------------------------- |
| Homogeneidad de la mezcla    | Homogénea     | Homogénea a la vista pero heterogénea bajo un microscopio | Heterogénea                           |
| Tamaño de la partícula       | < 1 nanómetro | entre 1 nanómetro y 1 micrómetro                          | > 1 micrómetro                        |
| Estabilidad física           | Sí            | Sí                                                        | No: precisa de agentes estabilizantes |
| Efecto Tyndall               | No            | Sí                                                        | Sí                                    |
| Se separa por centrifugación | No            | Sí                                                        | Sí                                    |
| Se separa por decantación    | No            | No                                                        | Sí                                    |

La siguiente tabla presenta ejemplos de estos tres tipos de mezclas.
| Fase disuelta o dispersa | Medio continuo | Solución                                                      | Coloide                                                                         | Dispersión gruesa                                                                                              |
| ------------------------ | -------------- | ------------------------------------------------------------- | ------------------------------------------------------------------------------- | --- |
| Gas                      | Gas            | mezcla de gases: aire (oxígeno y otros gases en nitrógeno)    | Ninguno                                                                         | Ninguno |
| Líquido                  | Gas            | Ninguno                                                       | Aerosoles de partículas líquidas: niebla, bruma, vapor, aerosol para el cabello | Aerosol |
| Sólido                   | Gas            | Ninguno                                                       | Aerosoles de partículas sólidas: humo, nube, partículas en el aire              | Aerosol sólido: polvo                                                                                          |
| Gas                      | Líquido        | Solución: oxígeno en agua                                     | Espuma líquida: crema batida, crema de afeitar                                  | Espuma |
| Líquido                  | Líquido        | Solución: bebidas alcohólicas                                 | Emulsión: miniemulsión, microemulsión                                           | Emulsión: leche, mayonesa, crema para las manos                                                                |
| Sólido                   | Líquido        | Solución: azúcar en agua                                      | Líquido sol: tinta con pigmentos, sangre                                        | Suspensión: partículas de barro (tierra, arcilla o limo suspendidas en agua), polvo de tiza suspendido en agua |
| Gas                      | Sólido         | Solución: hidrógeno en metales                                | Espuma sólida: aerogel, Poliestireno extruido, piedra pómez                     | Espuma: esponja seca                                                                                           |
| Líquido                  | Sólido         | Solución: amalgama (mercurio en oro), hexano en cera parafina | Gel: agar, gelatina, silicagel, ópalo                                           | Esponja mojada                                                                                                 |
| Sólido                   | Sólido         | Solución: aleaciones, plastificantes en plásticos             | Sol sólido: vidrio rubino oro                                                   | Grava, granito                                                                                                 |

## Distinción entre tipos de mezcla
Distinguir entre mezclas homogéneas y heterogéneas es una cuestión de escala de muestreo. A una escala suficientemente gruesa, puede decirse que cualquier mezcla es homogénea, si se permite que todo el artículo cuente como «muestra» de la misma. A una escala lo suficientemente fina, puede decirse que cualquier mezcla es heterogénea, porque una muestra puede ser tan pequeña como una sola molécula. En términos prácticos, si la propiedad de interés de la mezcla es la misma independientemente de la muestra de la misma que se tome para el examen utilizado, la mezcla es homogénea.
La teoría del muestreo de Gy define cuantitativamente la heterogeneidad de una partícula como:
{\displaystyle h_{i}={\frac {(c_{i}-c_{\text{batch}})m_{i}}{c_{\text{batch}}m_{\text{aver}}}},}
donde {\displaystyle h_{i}}, {\displaystyle c_{i}}, {\displaystyle c_{\text{batch}}}, {\displaystyle m_{i}}, y {\displaystyle m_{\text{aver}}} son respectivamente: la heterogeneidad de la partícula {\displaystyle i}ésima de la población,la concentración de masa de la propiedad de interés en la partícula {\displaystyle i}ésima de la población, la concentración de la propiedad de interés en la población, la masa de la partícula {\displaystyle i}ésima en la población, y la masa promedio de la partícula en la población.
Durante el muestreo de mezclas heterogéneas de partículas, la varianza del error de muestreo es generalmente distinta de cero.
Pierre Gy derivó, a partir del modelo de muestreo de Poisson, la siguiente fórmula para la varianza del error de muestreo en la concentración de masa en una muestra:
{\displaystyle V={\frac {1}{(\sum _{i=1}^{N}q_{i}m_{i})^{2}}}\sum _{i=1}^{N}q_{i}(1-q_{i})m_{i}^{2}\left(a_{i}-{\frac {\sum _{j=1}^{N}q_{j}a_{j}m_{j}}{\sum _{j=1}^{N}q_{j}m_{j}}}\right)^{2},}
en donde V es la varianza del error de muestreo, N es el número de partículas en la población (antes de tomar la muestra), q i es la probabilidad de incluir la partícula iésima de la población en la muestra (o sea la probabilidad de inclusión de primer orden de la partícula iésima), m i es la masa de la partícula iésima en la población y  a i es la concentración de masa de la propiedad de interés en la partícula iésima de la población.
La ecuación indicada previamente para la varianza del error de muestreo es una aproximación basada en una linealización de la concentración de masa en una muestra.
En la teoría de Gy, el muestreo correcto se define como un escenario de muestreo en el que todas las partículas tienen la misma probabilidad de ser incluidas en la muestra. Ello implica que q i ya no depende de i, y por lo tanto puede ser reemplazada por el símbolo q. La ecuación de Gy para la varianza del error de muestreo entonces resulta ser:
{\displaystyle V={\frac {1-q}{qM_{\text{batch}}^{2}}}\sum _{i=1}^{N}m_{i}^{2}\left(a_{i}-a_{\text{batch}}\right)^{2},}
donde abatch es la concentración de la propiedad de interés en la población de la que se extrae la muestra y Mbatch es la masa de la población de la que se extraerá la muestra.

## Fisicoquímica
Termodinámicamente, se puede distinguir entre mezclas ideales y reales. En las mezclas ideales, las sustancias puras contenidas se comportan de tal manera que no hay diferencia entre sus fracciones másicas y sus actividades termodinámicas. En este caso, las propiedades de la mezcla pueden predecirse a partir de las fracciones másicas. En las mezclas reales, las fracciones másicas de los componentes son diferentes de las actividades de los componentes. Las propiedades de la mezcla sólo pueden predecirse con precisión mediante las actividades, pero no mediante las fracciones másicas.
Las mezclas pueden experimentar transiciones de fase, por lo que el comportamiento de fase de las mezclas puede representarse mediante diagramas de fase. A menudo, las mezclas sólidas y líquidas pueden adoptar tanto estados termodinámicos, en los que son homogéneas, como estados termodinámicos, en los que son heterogéneas y existen en forma de fases coexistentes en equilibrio. Además de la composición de la mezcla, un estado termodinámico se caracteriza por una determinada presión, una determinada temperatura y un determinado volumen de la mezcla. Una mezcla homogénea asume un estado en su espacio de estado termodinámico en el que se presenta como una fase mixta homogénea. La mezcla homogénea puede convertirse en mezcla heterogénea mediante desmezcla. Un cambio de estado, como un cambio de temperatura o de presión, la transfiere a una región de su espacio de estados en la que tiene una brecha de miscibilidad.  A la inversa, las fases coexistentes pueden volver a convertirse en una fase mixta homogénea mediante el correspondiente cambio de estado. Además, muchas mezclas homogéneas pueden convertirse en otros estados agregados mediante transiciones de fase. Esto suele implicar el paso por una región de coexistencia en la que coexisten una fase del estado agregado inicial y una fase del estado agregado recién formado, que difieren en su composición material. Las excepciones son los azeótropos y los eutécticos.